# Путята Вишатич
Путята Вишатич (р. н. невід. — п. не раніше 1113) — воєвода, київський тисяцький (начальник народного ополчення, міський суддя) в часи князювання Святополка Ізяславича (1093-1113), син Вишати і брат Яна Вишатича.
Брав участь у Витечівському з'їзді 1100. У 1097 очолив військо Святополка, вислане проти князя Давида Ігоровича. В 1106 був учасником успішного походу проти половців. Можливо, займався лихварством. Двір Путяти було розгромлено під час Київського повстання 1113.